# Urandi
Urandi là một đô thị thuộc bang Bahia, Brasil. Đô thị này có diện tích 895,926 km², dân số năm 2007 là 16150 người, mật độ 18 người/km².